# Чемпіонат Європи з баскетболу 2015
Чемпіона́т Євро́пи з баскетбо́лу 2015 року або ФІБА Євроба́скет 2015 (англ. FIBA EuroBasket 2015) — 39-й чемпіонат Європи з баскетболу серед чоловіків, організований ФІБА Європа. За результатами цього чемпіонату Європи відбудеться перший етап відбору на літні Олімпійські ігри 2016 року в Ріо-де-Жанейро. У турнірі брали участь 24 команди, зіграно 96 матчів.
Під час засідання в Мюнхені 13 червня 2014 року Рада ФІБА Європа вирішила перенести Євробаскет 2015 з України в інше місце. Рішення було ухвалено після ретельного розгляду поточної політичної ситуації та з огляду безпеки в Україні. У свою чергу Україні надано пріоритетне право проведення європейського чемпіонату 2017 року.

## Країна-господар Україна (до 2014)

### Обрання країни-господаря чемпіонату

Логотип української заявки на право проведення Чемпіонату Європи з баскетболу 2015 року.

Єдиним конкурентом України у боротьбі за право проведення Євробаскету 2015 була спільна заявка Великої Британії, Франції, Німеччини, Італії та Хорватії. 14 грудня 2011 року ці країни (крім Великої Британії) зняли свою заявку. Таке рішення президенти федерацій баскетболу чотирьох країн мотивували недовірою до процесу вибору і сумнівами в професіоналізмі ФІБА Європа.

Делегація України після прийняття рішення про місце проведення Євробаскету 2015.

18 грудня у Мюнхені було оголошено, що турнір відбудеться в Україні. Гасло української заявки: «Ми готові!» (англ. "We are ready!"), — що вказує на досвід країни, який був отриманий при приготуванні до чемпіонату Європи з футболу 2012 року. Як запевняє президент федерації баскетболу України, Олександр Волков, саме цей досвід та готовність української інфраструктури до прийняття чемпіонатів такого рівня стали вирішальним фактором в обранні України.

### Приготування до чемпіонату
9 лютого 2012 року Президент України Віктор Янукович своїм указом доручив Уряду утворити «Організаційний комітет з підготовки та проведення в Україні фінального турніру чемпіонату Європи 2015 року з баскетболу» (комітет очолив прем'єр-міністр Микола Азаров), а також доручив Дніпропетровській, Донецькій, Львівській, Одеській, Харківській обласним та Київській міській державним адміністраціям утворити аналогічні організаційні комітети. Згідно з Указом, всі арени та інші пов'язані з Євробаскетом-2015 об'єкти мають бути готові та введені в експлуатацію не пізніше грудня 2014 року.
На засіданні Президії ФБУ 7 березня 2012 року було прийнято рішення про створення робочого органу «Комітет Євробаскет 2015» при Президентові Федерації баскетболу України. Виконавчим директором комітету призначено Олега Леонідовича Бичкова (президента БК Одеса).
З 21 по 24 травня 2012 р. відбувався прийом заявок комітетом ФБУ з Євробаскету 2015 на участь в конкурсі на будівництво спортивних споруд у містах-претендентах. Кожен учасник конкурсу повинен був зробити заявочний внесок у розмірі 4 млн. ₴. Цей внесок буде повернений переможцю в разі подальшого виконання ним взятих на себе зобов'язань не пізніше 1 липня 2015 р. Іншим учасникам конкурсу внесок мали повернути протягом десяти робочих днів після оголошення результатів конкурсу. Також претендентам потрібно було укласти угоду про співпрацю хоча б з одним місцевим клубом Суперліги.
Результати конкурсу були оголошені 31 травня 2012 року. Конкурс проходив на безальтернативній основі: перемогу отримали усі три компанії, що були допущені до його проведення.

### Популяризація баскетболу в країні
24 серпня 2012 року в Києві в рамках святкування 21-ї річниці Незалежності України відбувся фінал Всеукраїнського чемпіонату з баскетболу 3х3 «Українська стрітбольна ліга». Чемпіонат є частиною Державної програми розвитку баскетболу в Україні на 2012–2015 роки, спрямованої на популяризацію баскетболу в країні до Чемпіонату Європи 2015-го року.

### Бюджет
Очікувалося, що підготовка до Чемпіонату коштуватиме щонайменше € 300 млн. (для порівняння: у Євро 2012 держава вклала близько € 4 млрд.).
Багато об'єктів Євробаскету 2015 (дороги, аеропорти, готелі тощо) вже були зведені в рамках підготовки до футбольної першості 2012 року, що значно зменшило вартість заходу.

### Арени та міста-господарі
ФІБА Європа повідомила, що були запропоновані наступні міста для проведення чемпіонату: перший етап у Харкові, Донецьку, Дніпропетровську та Києві, другий етап і фінал — Одеса, Львів і Київ. Також на право проведення чемпіонату претендує Івано-Франківськ. З них 4 міста раніше приймали чемпіонат Європи з футболу та, за словами Олександра Волкова, були включені у заявку країни на прохання самої ФІБА Європи.
Для проведення першого етапу чемпіонату містам-претендентам необхідно було мати арени мінімальною місткістю в 6 000 місць, другого — 10 000, для фіналу — 15 000 місць. На момент оголошення країни-господаря чемпіонату лише у двох з семи названих міст були наявні арени, які придатні для першого етапу Євробаскету 2015. Це Київський палац спорту (6 113 місць) та палац спорту «Метеор» (6 500 місць), що у Дніпропетровську. Також для першого етапу можливо використати палац спорту «Локомотив» (5 000 місць) у Харкові та палац спорту «Дружба» (4 131 місце) у Донецьку, але лише після реконструкції.
|                                        |
| Палац спорту «Метеор», Дніпропетровськ |

|                                |
| Палац спорту «Дружба», Донецьк |

|                        |
| Київський палац спорту |

|                                  |
| Палац спорту «Локомотив», Харків |

У результаті конкурсу Комітет Євробаскет 2015 надав право на будівництво багатофункціональних арен наступним компаніям:
- ТОВ «Хокейний клуб „Донбас“» (м. Донецьк) — право побудувати у Донецьку спортивну арену на не менш ніж 15 000 глядацьких місць;
- ТОВ «Донецьк-баскет» (м. Донецьк) — право побудувати у Донецьку спортивну арену на не менш ніж 6 000 глядацьких місць;
- ТОВ «Юнайтед баскетбол інтвестментс» (м. Київ) — право побудувати спортивні арени у таких містах:
  - у Києві — на не менш ніж 15 000 глядацьких місць;
  - в Одесі — на не менш ніж 10 000 глядацьких місць;
  - у Дніпропетровську — на не менш ніж 10 000 глядацьких місць;
  - у Львові — на не менш ніж 10 000 глядацьких місць;
  - в Івано-Франківську — на не менш ніж 6 000 глядацьких місць.

За словами президента ФБУ О. Волкова, існувало три плани будівництва арен: мінімальний, середній та максимальний, — а саме:
- Реконструкція Київського палацу спорту та ПС «Метеор» у Дніпропетровську за бюджетні кошти, будівництво за кошт приватних інвестицій нових арен у Києві, Донецьку та Львові чи Одесі;
- Реконструкція Київського палацу спорту та ПС «Метеор» у Дніпропетровську за бюджетні кошти, будівництво за кошт приватних інвестицій нових арен у Києві, Донецьку, Львові та Одесі;
- Реконструкція Київського палацу спорту за бюджетні кошти та будівництво нових арен в 6 містах-претендентах (в усіх, крім Харкова) за кошт приватних інвестицій.

Проте пізніше голова комітету Верховної Ради з транспорту Борис Колесніков заявив, що насправді планувалося будівництво нових спортивних комплексів у Львові, Одесі, Дніпропетровську, Донецьку, Харкові та Києві.
Дніпропетровськ
Нова баскетбольна арена мала бути побудованою на набережній Перемоги. Про це повідомив директор з маркетингу БК «Дніпро» Юрій Продан. Місткість палацу спорту становитиме 10 000 глядацьких місць.
Донецьк
Як повідомив віце-прем'єр-міністр, міністр інфраструктури України і президент ХК «Донбас» Борис Колесніков, у Донецьку планувалося побудувати нову універсальну арену на 8000 глядацьких місць. Палац спорту мав бути зведеним на розі проспекту Дзержинського та вулиці Лівобережної. Будівництво, яким спільно займуться БК «Донецьк» та ХК «Донбас», має розпочатися у березні 2013 р. та закінчитися у серпні 2015 р. Спортивний комплекс відповідатиме всім нормативам як баскетбольної, так і хокейної федерацій.
Івано-Франківськ
За припущенням ЗМІ, палац спорту мали побудувати поблизу стадіону «Рух». Проте, за словами виконавчого директора Комітету Євробаскет-2015 Олега Бичкова, місто Івано-Франківськ ризикує найближчим часом втратити шанси на проведення матчів чемпіонату Європи з баскетболу:
|                                                            | На сьогоднішній день досить складна ситуація склалася в Івано-Франківську. Під великим питанням знаходиться будівництво в місті арени і, відповідно, участь міста в Євробаскеті. Ми не знаємо навіть де буде побудований спорткомплекс. |
| — Виконавчий директор Комітету Євробаскет-2015 Олег Бичков | |

Київ

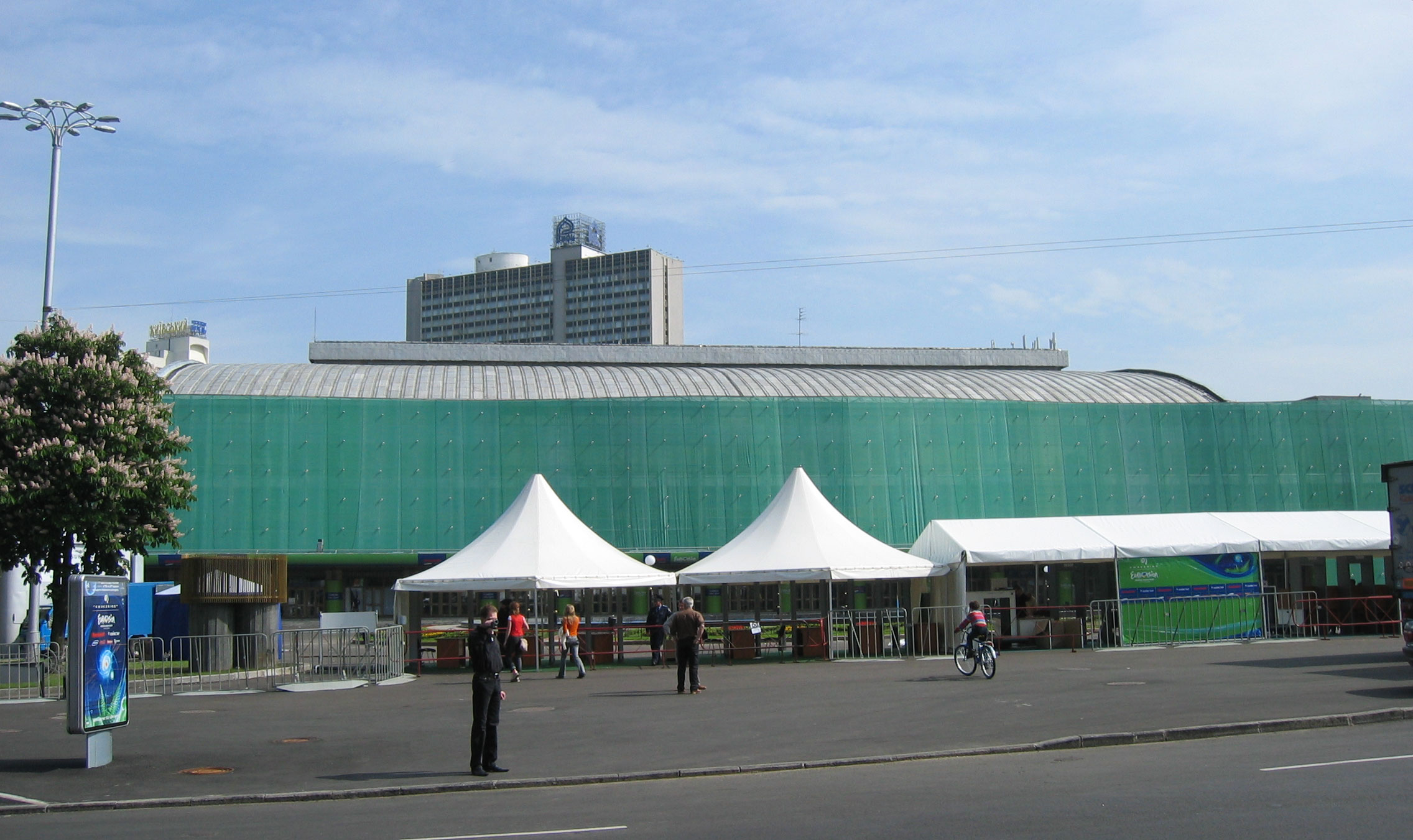
Київський палац спорту під час проведення Євробачення 2005.

Як повідомили операційний директор групи компаній DeVision Олег Пономарьов, а згодом підтвердив голова ФБУ Олександр Волков, у Києві планується побудувати мультифункціональну спортивно-концертну (МФСК) арену на 18-20 тисяч місць у складі мультифункціонального комплексу (МФК) «Домосфера».
Вартість проекту (без урахування паркінгу) приблизно 90 млн. доларів. Корисна площа МФСК-арени, будівництво якої має завершитися в 2015 році, складе 45 тис. м².
Також планується реконструкція Київського палацу спорту.
Львів
У листопаді 2011 року Львів відвідала делегація ФІБА з чотирьох інспекторів. Вони ознайомилися з місцями можливого будівництва нового сучасного залу на 10-12 тисяч глядачів. Попередньо було обрано місце поблизу «Арени Львів». Цю пропозицію підтримало керівництво міста та області.
28 лютого 2013 сесія Львівської міської ради ухвалила рішення про місце розташування земельної ділянки для будівництва арени до Євробаскету за адресою вул. Кульпарківська, 226г — вул. Ряшівська (проектована). Депутати цим самим погодили звернення від ТОВ «Юнайтед баскетбол інвестменс», яке обґрунтувало вибір цієї ділянки достатньою площею для забудови та вдалим транспортним розташуванням (поблизу аеропорт «Львів» і одна з магістральних вулиць міста — Кульпарківська).
Одеса

Ескіз нового Одеського палацу спорту.

Містобудівна рада затвердила проект реконструкції Одеського палацу спорту, що на проспекті Шевченка. Про це повідомив заступник голови Одеського оргкомітету з проведення Євробаскету 2015 та перший віце-мер Одеси Микола Ільченко.
За оцінками експертів, через великий фізичний знос реконструювати споруду зі збереженням оригінальних конструкцій неможливо. Таким чином, стару типову будівлю буде повністю знесено, а новий палац спорту впишуть в межі її ділянки без додаткового землевідведення.
Проект спорткомплексу передбачає будівництво двох залів. У першому — великому — буде льодова арена на 4-4,5 тисяч місць з можливістю трансформації в зал ігрових видів спорту на 6 000 місць або в зал видовищних заходів на 7 000 місць. Другий зал — малий (30х20 м, 1 500 місць) — буде призначений для ігрових видів спорту.
Палац мають здати в експлуатацію до кінця 2014-го року.
Харків

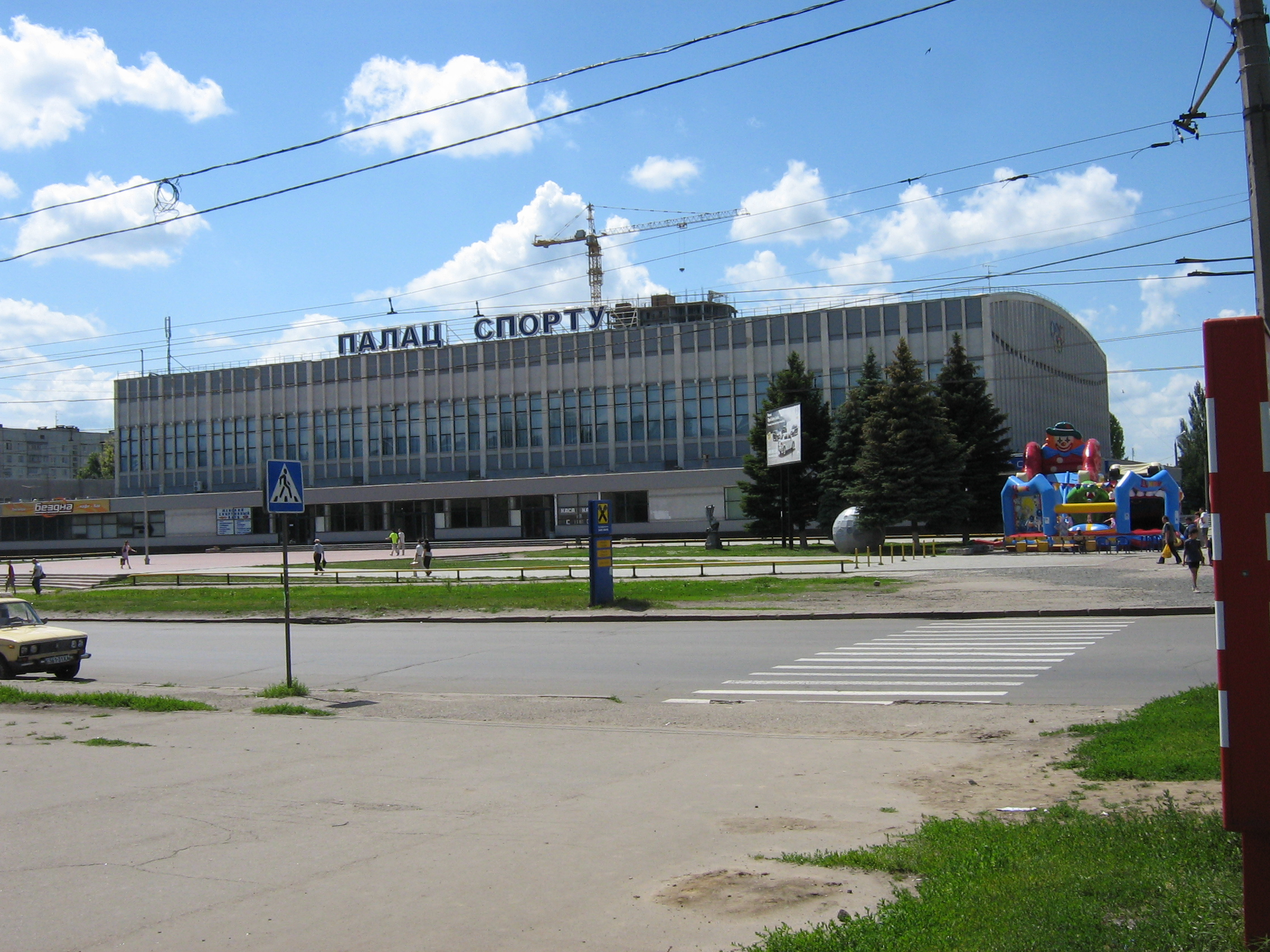
Харківський палац спорту

Попри неучасть Харкова у конкурсі Комітету Євробаскет 2015, Харківська міська рада 24 жовтня 2012 року затвердила концепцію Програми підготовки та проведення в Харкові ігор фінальної частини чемпіонату Європи з баскетболу 2015 року. Програма передбачає будівництво нового багатофункціонального спорткомплексу неподалік стадіону «Металіст» та реконструкцію Харківського палацу спорту, який планують залучити як резервну арену, де команди-учасниці зможуть проводити свої тренування. Місткість нового палацу спорту становите 10-15 тисяч глядацьких місць, а запланована вартість його будівництва — 20-30 млн. $.
ХОГО «Зелений фронт» висловила своє обурення стосовно можливості побудови багатофункціонального спортивного комплексу на території парку, що прилягає до вул. Плеханівської.
20 травня 2013, в Києві проект багатофункціонального спортивного комплексу KHARKIV ARENA презентував [Архівовано 27 вересня 2013 у Wayback Machine.] представник генерального інвестора — ГК «ВЕТЭК» — перший віце -президент ФК "Металіст " Костянтин Пивоваров.
23 серпня 2013 в місті Харків відбулася урочиста церемонія закладання символічної капсули, яка ознаменувала початок повномасштабного будівництва сучасного спортивного http://www.segodnya.ua/regions/kharkov/V-Harkove-nachali-stroit-arenu-dlya-100-vidov-sporta-456544.html комплексу[недоступне посилання з липня 2019].
KHARKIVARENA — Багатофункціональна спортивна арена. Включає зал для глядачів з мобільними і стаціонарними трибунами і ВІП ложами, два зали для тренувань та спортивної школи.
Загальна місткість [Архівовано 27 вересня 2013 у Wayback Machine.] залежно від виду заходу: Змагання з баскетболу — 7086 місць; Змагання з хокею — 5062 місця; Змагання з єдиноборств із рингом по центру — 7086 місць; Концерт — 6876 місць; Концерт з фан-зоною в партері — 7086 місць; Ярмарок / виставка — експозиції площею до 7000 кв.м.
Прототипом KHARKIVARENA стала спортивна арена в м. Клайпеда (Литва). Генеральним інвестором будівництва є ГК "Східно-Європейська Паливно-Енергетична Компанія" (рос. ГК ВЕТЭК). Генпроектувальник КТМ «МИР», м. Харків.
Загальна сума інвестицій у будівництво KHARKIV ARENA — близько 350 млн гривень. Комплекс буде зданий в експлуатацію в грудні 2014 року.
Як резервну арену в місті планують залучити Харківський палац спорту, який також попередньо реставрують. У ньому команди-учасниці зможуть проводити свої тренування [Архівовано 28 вересня 2013 у Wayback Machine.].

### Логотип

Український логотип Чемпіонату Європи з баскетболу 2015 року.

22 вересня 2013 року був презентований офіційний логотип Євробаскету-2015. Презентація відбулася на головній баскетбольній арені Чемпіонату Європи з баскетболу 2013 року в Словенії — Стожиці (словен. Stožice), що у Любляні.
Розробкою логотипу займалася португальська агенція бренд-дизайну Brandia Central, яка раніше створила логотипи УЄФА Євро-2012 та чемпіонату Європи з баскетболу U16.
У логотипі дизайнери намагалися поєднати баскетбол з традиційними українськими танками — гопаком та арканом.

### Телерадіомовлення
Федерація баскетболу України та Національна телекомпанія України уклали угоду про трансляцію заходів та змагань, приурочених до підготовки та проведення в Україні Євробаскету-2015 на телеканалі «Перший національний».

## Кваліфікаційний раунд
Детальніші відомості з цієї теми ви можете знайти в статті Чемпіонат Європи з баскетболу 2015 — кваліфікація.
Тринадцять чоловічих команд, що не потрапили на Чемпіонат Європи 2013 року, були поділені на чотири групи. Матчі групового етапу відбору пройшли у два кола влітку 2013 року. У плей-оф вийшли лише переможці груп. Півфінали і фінал складалися з двох матчів (формат «вдома-виїзд»). Переможець турніру потрапив на чемпіонат Європи 2015 року напряму. Інші учасники пройшли через відбір разом з командами, які не змогли пройти на чемпіонат Європи 2015 за результатами Євробаскету 2013.

## Груповий етап

### Група А (Монпельє,Франція)
| Місце | Команда              | І | В | П | МЗ  | МП  | МР  | О  | ДП  |
| ----- | -------------------- | - | - | - | --- | --- | --- | -- | --- |
| 1     | Франція              | 5 | 5 | 0 | 407 | 335 | +72 | 10 |     |
| 2     | Ізраїль              | 5 | 3 | 2 | 375 | 384 | -9  | 8  | 1-0 |
| 3     | Польща               | 5 | 3 | 2 | 367 | 352 | +15 | 8  | 0-1 |
| 4     | Фінляндія            | 5 | 2 | 3 | 387 | 392 | -5  | 7  |     |
| 5     | Росія                | 5 | 1 | 4 | 379 | 374 | +5  | 6  | 1-0 |
| 6     | Боснія і Герцеговина | 5 | 1 | 4 | 324 | 402 | -78 | 6  | 0-1 |

Джерело: eurobasket2015.
| 5 вересня 2015       |  |          |  |                      |  |
| Польща               |  | 68–64    |  | Боснія і Герцеговина |  |
| Ізраїль              |  | 76–73    |  | Росія                |  |
| Франція              |  | 97–87 ОТ |  | Фінляндія            |  |
| 6 вересня 2015       |  |          |  |                      |  |
| Росія                |  | 79–82    |  | Польща               |  |
| Фінляндія            |  | 66–79    |  | Ізраїль              |  |
| Боснія і Герцеговина |  | 54–81    |  | Франція              |  |
| 7 вересня 2015       |  |          |  |                      |  |
| Фінляндія            |  | 81–79    |  | Росія                |  |
| Ізраїль              |  | 84–86 ОТ |  | Боснія і Герцеговина |  |
| Франція              |  | 69–66    |  | Польща               |  |
| 9 вересня 2015       |  |          |  |                      |  |
| Боснія і Герцеговина |  | 59–88    |  | Фінляндія            |  |
| Польща               |  | 73–75    |  | Ізраїль              |  |
| Росія                |  | 67–74    |  | Франція              |  |
| 10 вересня 2015      |  |          |  |                      |  |
| Фінляндія            |  | 65–78    |  | Польща               |  |
| Боснія і Герцеговина |  | 61–81    |  | Росія                |  |
| Ізраїль              |  | 61–86    |  | Франція              |  |

### Група В (Берлін,Німеччина)
| Місце | Команда   | І | В | П | МЗ  | МП  | МР  | О  | ДП  |
| ----- | --------- | - | - | - | --- | --- | --- | -- | --- |
| 1     | Сербія    | 5 | 5 | 0 | 433 | 354 | +79 | 10 |     |
| 2     | Іспанія   | 5 | 3 | 2 | 448 | 411 | +37 | 8  | 1-1 |
| 3     | Італія    | 5 | 3 | 2 | 434 | 434 | 0   | 8  | 1-1 |
| 4     | Туреччина | 5 | 3 | 2 | 429 | 459 | -30 | 8  | 1-1 |
| 5     | Німеччина | 5 | 1 | 4 | 370 | 379 | -9  | 6  |     |
| 6     | Ісландія  | 5 | 0 | 5 | 368 | 445 | -77 | 5  |     |

Джерело: eurobasket2015
| 5 вересня 2015  |  |            |  |           |  |
| Німеччина       |  | 71–65      |  | Ісландія  |  |
| Іспанія         |  | 70–80      |  | Сербія    |  |
| Італія          |  | 87–89      |  | Туреччина |  |
| 6 вересня 2015  |  |            |  |           |  |
| Сербія          |  | 68–66      |  | Німеччина |  |
| Ісландія        |  | 64–71      |  | Італія    |  |
| Туреччина       |  | 77–104     |  | Іспанія   |  |
| 8 вересня 2015  |  |            |  |           |  |
| Сербія          |  | 93–64      |  | Ісландія  |  |
| Німеччина       |  | 75–80      |  | Туреччина |  |
| Іспанія         |  | 98–105     |  | Італія    |  |
| 9 вересня 2015  |  |            |  |           |  |
| Туреччина       |  | 72–91      |  | Сербія    |  |
| Італія          |  | 89–82 ОТ   |  | Німеччина |  |
| Ісландія        |  | 73–99      |  | Іспанія   |  |
| 10 вересня 2015 |  |            |  |           |  |
| Сербія          |  | 101–82     |  | Італія    |  |
| Німеччина       |  | 76–77      |  | Іспанія   |  |
| Туреччина       |  | 111–102 ОТ |  | Ісландія  |  |

### Група С (Загреб,Хорватія)
| Місце | Команда            | І | В | П | МЗ  | МП  | МР  | О  | ДП  |
| ----- | ------------------ | - | - | - | --- | --- | --- | -- | --- |
| 1     | Греція             | 5 | 5 | 0 | 387 | 340 | +47 | 10 |     |
| 2     | Хорватія           | 5 | 3 | 2 | 359 | 343 | +16 | 8  | 1-0 |
| 3     | Словенія           | 5 | 3 | 2 | 367 | 356 | +11 | 8  | 0-1 |
| 4     | Грузія             | 5 | 2 | 3 | 369 | 364 | +5  | 7  |     |
| 5     | Північна Македонія | 5 | 1 | 4 | 324 | 381 | -57 | 6  | 1-0 |
| 6     | Нідерланди         | 5 | 1 | 4 | 355 | 377 | -22 | 6  | 0-1 |

Джерело: eurobasket2015
| 5 вересня 2015     |  |       |  |                    |  |
| Грузія             |  | 72–73 |  | Нідерланди         |  |
| Північна Македонія |  | 65–85 |  | Греція             |  |
| Хорватія           |  | 80–73 |  | Словенія           |  |
| 6 вересня 2015     |  |       |  |                    |  |
| Нідерланди         |  | 71–78 |  | Північна Македонія |  |
| Словенія           |  | 79–68 |  | Грузія             |  |
| Греція             |  | 72–70 |  | Хорватія           |  |
| 8 вересня 2015     |  |       |  |                    |  |
| Словенія           |  | 81–74 |  | Нідерланди         |  |
| Грузія             |  | 68–79 |  | Греція             |  |
| Хорватія           |  | 73–55 |  | Північна Македонія |  |
| 9 вересня 2015     |  |       |  |                    |  |
| Греція             |  | 83–72 |  | Словенія           |  |
| Північна Македонія |  | 75–90 |  | Грузія             |  |
| Нідерланди         |  | 72–78 |  | Хорватія           |  |
| 10 вересня 2015    |  |       |  |                    |  |
| Словенія           |  | 62–51 |  | Північна Македонія |  |
| Грузія             |  | 71–58 |  | Хорватія           |  |
| Греція             |  | 68–65 |  | Нідерланди         |  |

### Група D (Рига,Латвія)
| Місце | Команда | І | В | П | МЗ  | МП  | МР  | О | ДП  |
| ----- | ------- | - | - | - | --- | --- | --- | - | --- |
| 1     | Литва   | 5 | 4 | 1 | 360 | 336 | +24 | 9 |     |
| 2     | Латвія  | 5 | 3 | 2 | 348 | 339 | +9  | 8 | 2-0 |
| 3     | Чехія   | 5 | 3 | 2 | 370 | 342 | +28 | 8 | 1-1 |
| 4     | Бельгія | 5 | 3 | 2 | 370 | 344 | +26 | 8 | 0-2 |
| 5     | Естонія | 5 | 1 | 4 | 316 | 374 | -58 | 6 | 1-0 |
| 6     | Україна | 5 | 1 | 4 | 349 | 378 | -29 | 6 | 0-1 |

Джерело: eurobasket2015
| 5 вересня 2015  |  |          |  |         |  |
| Чехія           |  | 80–57    |  | Естонія |  |
| Бельгія         |  | 67–78    |  | Латвія  |  |
| Литва           |  | 69–68    |  | Україна |  |
| 6 вересня 2015  |  |          |  |         |  |
| Естонія         |  | 55–84    |  | Бельгія |  |
| Латвія          |  | 49–68    |  | Литва   |  |
| Україна         |  | 64–78    |  | Чехія   |  |
| 7 вересня 2015  |  |          |  |         |  |
| Литва           |  | 74–76    |  | Бельгія |  |
| Чехія           |  | 65–72    |  | Латвія  |  |
| Україна         |  | 71–78    |  | Естонія |  |
| 9 вересня 2015  |  |          |  |         |  |
| Бельгія         |  | 64–66    |  | Чехія   |  |
| Латвія          |  | 74–75    |  | Україна |  |
| Естонія         |  | 62–64    |  | Литва   |  |
| 10 вересня 2015 |  |          |  |         |  |
| Україна         |  | 71–79    |  | Бельгія |  |
| Латвія          |  | 75–64    |  | Естонія |  |
| Чехія           |  | 81–85 ОТ |  | Литва   |  |

## Плей-оф
|  | 1/8 фіналу | 1/8 фіналу |            |    | Чвертьфінал         | Чвертьфінал         |            |            | Півфінал | Півфінал |  |  | Фінал | Фінал |
|  |            |            |            |    |                     |                     |            |            |          |          |  |  |       |       |
|  | 12 вересня |            |            |    |                     |                     |            |            |          |          |  |  |       |       |
|  |            |            |            |    |                     |                     |            |            |          |          |  |  |       |       |
|  | Франція    | 76         |            |    |                     |                     |            |            |          |          |  |  |       |       |
|  | Франція    | 76         | 15 вересня |    |                     |                     |            |            |          |          |  |  |       |       |
|  | Туреччина  | 53         |            |    |                     |                     |            |            |          |          |  |  |       |       |
|  | Туреччина  | 53         | Франція    | 84 |                     |                     |            |            |          |          |  |  |       |       |
|  | 12 вересня |            | Франція    | 84 |                     |                     |            |            |          |          |  |  |       |       |
|  |            | Латвія     | 70         |    |                     |                     |            |            |          |          |  |  |       |       |
|  | Латвія     | Латвія     | 70         | 73 |                     |                     |            |            |          |          |  |  |       |       |
|  | Латвія     |            | 17 вересня | 73 |                     |                     |            |            |          |          |  |  |       |       |
|  | Словенія   | 66         |            |    |                     |                     |            |            |          |          |  |  |       |       |
|  | Словенія   | 66         | Франція    | 75 |                     |                     |            |            |          |          |  |  |       |       |
|  | 12 вересня |            | Франція    | 75 |                     |                     |            |            |          |          |  |  |       |       |
|  |            | Іспанія ОТ | 80         |    |                     |                     |            |            |          |          |  |  |       |       |
|  | Іспанія    | Іспанія ОТ | 80         | 80 |                     |                     |            |            |          |          |  |  |       |       |
|  | Іспанія    | 15 вересня |            | 80 |                     |                     |            |            |          |          |  |  |       |       |
|  | Польща     | 66         |            |    |                     |                     |            |            |          |          |  |  |       |       |
|  | Польща     | 66         | Іспанія    | 73 |                     |                     |            |            |          |          |  |  |       |       |
|  | 12 вересня |            | Іспанія    | 73 |                     |                     |            |            |          |          |  |  |       |       |
|  |            | Греція     | 71         |    |                     |                     |            |            |          |          |  |  |       |       |
|  | Греція     | Греція     | 71         | 75 |                     |                     |            |            |          |          |  |  |       |       |
|  | Греція     |            | 20 вересня | 75 |                     |                     |            |            |          |          |  |  |       |       |
|  | Бельгія    | 54         |            |    |                     |                     |            |            |          |          |  |  |       |       |
|  | Бельгія    | 54         | Іспанія    | 80 |                     |                     |            |            |          |          |  |  |       |       |
|  | 13 вересня |            | Іспанія    | 80 |                     |                     |            |            |          |          |  |  |       |       |
|  |            | Литва      | 63         |    |                     |                     |            |            |          |          |  |  |       |       |
|  | Сербія     | Литва      | 63         | 94 |                     |                     |            |            |          |          |  |  |       |       |
|  | Сербія     | 16 вересня |            | 94 |                     |                     |            |            |          |          |  |  |       |       |
|  | Фінляндія  | 81         |            |    |                     |                     |            |            |          |          |  |  |       |       |
|  | Фінляндія  | 81         | Сербія     | 89 |                     |                     |            |            |          |          |  |  |       |       |
|  | 13 вересня |            | Сербія     | 89 |                     |                     |            |            |          |          |  |  |       |       |
|  |            | Чехія      | 75         |    |                     |                     |            |            |          |          |  |  |       |       |
|  | Хорватія   | Чехія      | 75         | 59 |                     |                     |            |            |          |          |  |  |       |       |
|  | Хорватія   |            | 18 вересня | 59 |                     |                     |            |            |          |          |  |  |       |       |
|  | Чехія      | 80         |            |    |                     |                     |            |            |          |          |  |  |       |       |
|  | Чехія      | 80         | Сербія     | 64 |                     |                     |            |            |          |          |  |  |       |       |
|  | 13 вересня |            | Сербія     | 64 |                     |                     |            |            |          |          |  |  |       |       |
|  |            | Литва      | 67         |    | Матч за третє місце | Матч за третє місце |            |            |          |          |  |  |       |       |
|  | Ізраїль    | Литва      | 67         | 52 | Матч за третє місце | Матч за третє місце |            |            |          |          |  |  |       |       |
|  | Ізраїль    | 16 вересня | 16 вересня | 52 |                     |                     | 20 вересня | 20 вересня |          |          |  |  |       |       |
|  | Італія     | 16 вересня | 16 вересня | 82 |                     |                     | 20 вересня | 20 вересня |          |          |  |  |       |       |
|  | Італія     | Італія     | 85         | 82 | Франція             | 81                  |            |            |          |          |  |  |       |       |
|  | 13 вересня | Італія     | 85         |    | Франція             | 81                  |            |            |          |          |  |  |       |       |
|  |            | Литва ОТ   | 95         |    | Сербія              | 68                  |            |            |          |          |  |  |       |       |
|  | Литва      | Литва ОТ   | 95         | 85 | Сербія              | 68                  |            |            |          |          |  |  |       |       |
|  | Литва      |            |            | 85 |                     |                     |            |            |          |          |  |  |       |       |
|  | Грузія     | 81         |            |    |                     |                     |            |            |          |          |  |  |       |       |
|  | Грузія     | 81         |            |    |                     |                     |            |            |          |          |  |  |       |       |

Джерело: eurobasket2015

### Матчі за 7 місце
|  | Півфінали       | Півфінали |    |  | Фінал           | Фінал |  |
|  |                 |           |    |  |                 |       |  |
|  | 17 вересня 2011 |           |    |  |                 |       |  |
|  | Латвія          | 90        |    |  |                 |       |  |
|  | Греція          | 97        |    |  |                 |       |  |
|  |                 |           |    |  |                 |       |  |
|  |                 |           |    |  | 18 вересня 2011 |       |  |
|  |                 |           |    |  | Латвія          | 70    |  |
|  |                 | Чехія     | 97 |  |                 |       |  |
|  |                 |           |    |  |                 |       |  |
|  |                 |           |    |  |                 |       |  |
|  |                 |           |    |  |                 |       |  |
|  | 17 вересня 2011 |           |    |  |                 |       |  |
|  | Чехія           | 70        |    |  |                 |       |  |
|  | Італія          | 85        |    |  |                 |       |  |

### 1/8 фіналу
| 12.09.2015 12:00 | Протокол | Латвія                                                                | 73–66 | Словенія                                         |  | П'єр Моруа, Лілль Глядачів: 10,023 Судді: Еміліо Перес (Іспанія), Роберт Лоттермозер (Німеччина), Емін Могулкоч (Туреччина) |
| 12.09.2015 12:00 | Протокол | Рахунок за чвертями: 20–20, 22–20, 13–12, 18–14                       |       |                                                  |  | П'єр Моруа, Лілль Глядачів: 10,023 Судді: Еміліо Перес (Іспанія), Роберт Лоттермозер (Німеччина), Емін Могулкоч (Туреччина) |
| 12.09.2015 12:00 | Протокол | Очки: Стрельніекс 17 Підб.: Стрельніекс, Берзіньш 6 РП: Стрельніекс 8 |       | Очки: Драгич 17 Підб.: Препелич 7 РП: Препелич 5 |  | П'єр Моруа, Лілль Глядачів: 10,023 Судді: Еміліо Перес (Іспанія), Роберт Лоттермозер (Німеччина), Емін Могулкоч (Туреччина) |

| 12.09.2015 14:30 | Протокол | Греція                                               | 75–54 | Бельгія                                         |  | П'єр Моруа, Лілль Глядачів: 13,672 Судді: Ілія Белошевич (Сербія), Беньямін Хіменес (Іспанія), Сергій Защук (Україна) |
| 12.09.2015 14:30 | Протокол | Рахунок за чвертями: 16–15, 18–16, 23–11, 18–12      |       |                                                 |  | П'єр Моруа, Лілль Глядачів: 13,672 Судді: Ілія Белошевич (Сербія), Беньямін Хіменес (Іспанія), Сергій Защук (Україна) |
| 12.09.2015 14:30 | Протокол | Очки: Бурусіс 14 Підб.: Адетокумбо 10 РП: Спануліс 6 |       | Очки: Жилле 14 Підб.: Ервель 6 РП: Ван Россом 3 |  | П'єр Моруа, Лілль Глядачів: 13,672 Судді: Ілія Белошевич (Сербія), Беньямін Хіменес (Іспанія), Сергій Защук (Україна) |

| 12.09.2015 18:30 | Протокол | Іспанія                                                    | 80–66 | Польща                                     |  | П'єр Моруа, Лілль Глядачів: 21,302 Судді: Борис Рижик (Україна), Синіша Херцег (Хорватія), Милош Коленшич (Чорногорія) |
| 12.09.2015 18:30 | Протокол | Рахунок за чвертями: 25–20, 16–19, 14–16, 25–11            |       |                                            |  | П'єр Моруа, Лілль Глядачів: 21,302 Судді: Борис Рижик (Україна), Синіша Херцег (Хорватія), Милош Коленшич (Чорногорія) |
| 12.09.2015 18:30 | Протокол | Очки: Пау Газоль 30 Підб.: Миротич 8 РП: Серхіо Родрігес 5 |       | Очки: Куліг 10 Підб.: Куліг 6 РП: Слотер 6 |  | П'єр Моруа, Лілль Глядачів: 21,302 Судді: Борис Рижик (Україна), Синіша Херцег (Хорватія), Милош Коленшич (Чорногорія) |

| 12.09.2015 21:00 | Протокол | Франція                                         | 76–53 | Туреччина                                                          |  | П'єр Моруа, Лілль Глядачів: 26,135 Судді: Христос Христодулу (Греція), Матей Болтаузер (Словенія), Олегс Латишевс (Латвія) |
| 12.09.2015 21:00 | Протокол | Рахунок за чвертями: 17–18, 19–8, 23–14, 17–13  |       |                                                                    |  | П'єр Моруа, Лілль Глядачів: 26,135 Судді: Христос Христодулу (Греція), Матей Болтаузер (Словенія), Олегс Латишевс (Латвія) |
| 12.09.2015 21:00 | Протокол | Очки: Де Коло 15 Підб.: Ловернь 9 РП: Де Коло 7 |       | Очки: Ільясова 14 Підб.: Ільясова 10 РП: Боббі Діксон (Мухаммед) 5 |  | П'єр Моруа, Лілль Глядачів: 26,135 Судді: Христос Христодулу (Греція), Матей Болтаузер (Словенія), Олегс Латишевс (Латвія) |

| 13.09.2015 12:00 | Протокол | Хорватія                                        | 59–80 | Чехія                                                  |  | П'єр Моруа, Лілль Судді: Фернанду Роша (Португалія), Едді Віатор (Франція), Хіменес Трухільйо (Іспанія) |
| 13.09.2015 12:00 | Протокол | Рахунок за чвертями: 13–20, 18–28, 12–17, 16–15 |       |                                                        |  | П'єр Моруа, Лілль Судді: Фернанду Роша (Португалія), Едді Віатор (Франція), Хіменес Трухільйо (Іспанія) |
| 13.09.2015 12:00 | Протокол | Очки: Богданович 12 Підб.: Хезоня 9 РП: Укич 5  |       | Очки: Веселий 20 Підб.: Веселий 13 РП: Саторанський 11 |  | П'єр Моруа, Лілль Судді: Фернанду Роша (Португалія), Едді Віатор (Франція), Хіменес Трухільйо (Іспанія) |

| 13.09.2015 14:30 | Протокол | Сербія                                            | 94–81 | Фінляндія                                           |  | П'єр Моруа, Лілль Глядачів: 12,128 Судді: Роберт Лоттермозер (Німеччина), Борис Рижик (Україна), Сержіу Сілва (Португалія) |
| 13.09.2015 14:30 | Протокол | Рахунок за чвертями: 23–24, 25–19, 23–21, 23–17   |       |                                                     |  | П'єр Моруа, Лілль Глядачів: 12,128 Судді: Роберт Лоттермозер (Німеччина), Борис Рижик (Україна), Сержіу Сілва (Португалія) |
| 13.09.2015 14:30 | Протокол | Очки: Радулица 27 Підб.: Белица 14 РП: Теодосіч 9 |       | Очки: Салін 26 Підб.: Мерфі 8 РП: Копонен, Вілсон 4 |  | П'єр Моруа, Лілль Глядачів: 12,128 Судді: Роберт Лоттермозер (Німеччина), Борис Рижик (Україна), Сержіу Сілва (Португалія) |

| 13.09.2015 18:30 | Протокол | Ізраїль                                        | 52–82 | Італія                                           |  | П'єр Моруа, Лілль Глядачів: 14,742 Судді: Матей Болтаузер (Словенія), Сретен Радович (Хорватія), Юргис Лаурінавічюс (Литва) |
| 13.09.2015 18:30 | Протокол | Рахунок за чвертями: 13–22, 17–18, 9–28, 13–14 |       |                                                  |  | П'єр Моруа, Лілль Глядачів: 14,742 Судді: Матей Болтаузер (Словенія), Сретен Радович (Хорватія), Юргис Лаурінавічюс (Литва) |
| 13.09.2015 18:30 | Протокол | Очки: Мекель 20 Підб.: Касспі 6 РП: Мекель 3   |       | Очки: Джентіле 27 Підб.: Меллі 7 РП: Чінчаріні 5 |  | П'єр Моруа, Лілль Глядачів: 14,742 Судді: Матей Болтаузер (Словенія), Сретен Радович (Хорватія), Юргис Лаурінавічюс (Литва) |

| 13.09.2015 21:00 | Протокол | Литва                                             | 85–81 | Грузія                                                       |  | П'єр Моруа, Лілль Глядачів: 16,953 Судді: Луїджі Ламоніка (Італія), Мілівоє Йовчич (Сербія), Якуб Замостський (Польща) |
| 13.09.2015 21:00 | Протокол | Рахунок за чвертями: 17–20, 22–20, 22–22, 24–19   |       |                                                              |  | П'єр Моруа, Лілль Глядачів: 16,953 Судді: Луїджі Ламоніка (Італія), Мілівоє Йовчич (Сербія), Якуб Замостський (Польща) |
| 13.09.2015 21:00 | Протокол | Очки: Мачюліс 34 Підб.: Мачюліс 6 РП: Калнієтіс 7 |       | Очки: Пачулія 23 Підб.: Пачулія, Санікідзе 7 РП: Чінчаріні 5 |  | П'єр Моруа, Лілль Глядачів: 16,953 Судді: Луїджі Ламоніка (Італія), Мілівоє Йовчич (Сербія), Якуб Замостський (Польща) |

### Чвертьфінали
| 15.09.2015 18:30 | Протокол | Іспанія                                                     | 73–71 | Греція                                              |  | П'єр Моруа, Лілль Глядачів: 17,864 Судді: Луїджі Ламоніка (Італія), Ілія Белошевич (Сербія), Фернанду Роша (Португалія) |
| 15.09.2015 18:30 | Протокол | Рахунок за чвертями: 14–14, 25–18, 16–25, 18–14             |       |                                                     |  | П'єр Моруа, Лілль Глядачів: 17,864 Судді: Луїджі Ламоніка (Італія), Ілія Белошевич (Сербія), Фернанду Роша (Португалія) |
| 15.09.2015 18:30 | Протокол | Очки: П. Газоль 27 Підб.: П. Газоль 9 РП: Серхіо Родрігес 5 |       | Очки: Калатес 14 Підб.: Адетокумбо 17 РП: Калатес 7 |  | П'єр Моруа, Лілль Глядачів: 17,864 Судді: Луїджі Ламоніка (Італія), Ілія Белошевич (Сербія), Фернанду Роша (Португалія) |

| 15.09.2015 21:00 | Протокол | Франція                                        | 84–70 | Латвія                                                  |  | П'єр Моруа, Лілль Глядачів: 22,076 Судді: Роберт Лоттермозер (Німеччина), Мілівоє Йовчич (Сербія), Синіша Херцег (Хорватія) |
| 15.09.2015 21:00 | Протокол | Рахунок за чвертями: 21–25, 19–13, 16–7, 28–25 |       |                                                         |  | П'єр Моруа, Лілль Глядачів: 22,076 Судді: Роберт Лоттермозер (Німеччина), Мілівоє Йовчич (Сербія), Синіша Херцег (Хорватія) |
| 15.09.2015 21:00 | Протокол | Очки: Паркер 18 Підб.: Кауді 8 РП: Паркер 6    |       | Очки: Яніченокс 16 Підб.: Фрейманіс 8 РП: Стрельніекс 7 |  | П'єр Моруа, Лілль Глядачів: 22,076 Судді: Роберт Лоттермозер (Німеччина), Мілівоє Йовчич (Сербія), Синіша Херцег (Хорватія) |

| 16.09.2015 18:30 | Протокол | Сербія                                          | 89–75 | Чехія                                                          |  | П'єр Моруа, Лілль Глядачів: 8,726 Судді: Христос Христодулу (Греція), Олегс Латишевс (Латвія), Емін Могулкоч (Туреччина) |
| 16.09.2015 18:30 | Протокол | Рахунок за чвертями: 21–21, 24–21, 22–21, 22–12 |       |                                                                |  | П'єр Моруа, Лілль Глядачів: 8,726 Судді: Христос Христодулу (Греція), Олегс Латишевс (Латвія), Емін Могулкоч (Туреччина) |
| 16.09.2015 18:30 | Протокол | Очки: Ерцег 20 Підб.: Белица 10 РП: Теодосіч 14 |       | Очки: Веселий 23 Підб.: Веселий 10 РП: Пумпрла, Саторанський 7 |  | П'єр Моруа, Лілль Глядачів: 8,726 Судді: Христос Христодулу (Греція), Олегс Латишевс (Латвія), Емін Могулкоч (Туреччина) |

| 16.09.2015 21:00 | Протокол | Італія                                                   | 85–95 | Литва                                                     | ОТ | П'єр Моруа, Лілль Глядачів: 13,173 Судді: Еміліо Перес (Іспанія), Сретен Радович (Хорватія), Милош Коленшич (Чорногорія) |
| 16.09.2015 21:00 | Протокол | Рахунок за чвертями: 20–21, 16–16, 23–23, 20–19 OT: 6–16 |       |                                                           | ОТ | П'єр Моруа, Лілль Глядачів: 13,173 Судді: Еміліо Перес (Іспанія), Сретен Радович (Хорватія), Милош Коленшич (Чорногорія) |
| 16.09.2015 21:00 | Протокол | Очки: Барньяні 21 Підб.: Галлінарі 6 РП: Чінчаріні 5     |       | Очки: Валанчюнас 26 Підб.: Валанчюнас 15 РП: Калнієтіс 11 | ОТ | П'єр Моруа, Лілль Глядачів: 13,173 Судді: Еміліо Перес (Іспанія), Сретен Радович (Хорватія), Милош Коленшич (Чорногорія) |

### Півфінали
| 17.09.2015 21:00 | Протокол | Іспанія                                                  | 80–75 | Франція                                                 | OT | П'єр Моруа, Лілль Глядачів: 26,922 Судді: Христос Христодулу (Греція), Борис Рижик (Україна), Фернанду Роша (Португалія) |
| 17.09.2015 21:00 | Протокол | Рахунок за чвертями: 17–20, 15–13, 16–23, 18–10 OT: 14–9 |       |                                                         | OT | П'єр Моруа, Лілль Глядачів: 26,922 Судді: Христос Христодулу (Греція), Борис Рижик (Україна), Фернанду Роша (Португалія) |
| 17.09.2015 21:00 | Протокол | Очки: Газоль 40 Підб.: Газоль 11 РП: Люль 5              |       | Очки: Батум, Де Коло по 14 Підб.: Гобер 13 РП: Паркер 6 | OT | П'єр Моруа, Лілль Глядачів: 26,922 Судді: Христос Христодулу (Греція), Борис Рижик (Україна), Фернанду Роша (Португалія) |

| 18.09.2015 21:00 | Протокол | Сербія                                                         | 64–67 | Литва                                                   |  | П'єр Моруа, Лілль Глядачів: 20,042 Судді: Еміліо Перес (Іспанія), Олегс Латишевс (Латвія), Емін Могулкоч (Туреччина) |
| 18.09.2015 21:00 | Протокол | Рахунок за чвертями: 17–22, 17–13, 9–13, 21–19                 |       |                                                         |  | П'єр Моруа, Лілль Глядачів: 20,042 Судді: Еміліо Перес (Іспанія), Олегс Латишевс (Латвія), Емін Могулкоч (Туреччина) |
| 18.09.2015 21:00 | Протокол | Очки: Теодосіч 16 Підб.: 3 гравці 4 РП: Богданович, Теодосіч 3 |       | Очки: Валанчюнас 15 Підб.: Кузмінскас 9 РП: Калнієтіс 9 |  | П'єр Моруа, Лілль Глядачів: 20,042 Судді: Еміліо Перес (Іспанія), Олегс Латишевс (Латвія), Емін Могулкоч (Туреччина) |

### Матч за 3 місце
| 20.09.2015 14:00 | Протокол | Франція                                           | 81–68 | Сербія                                               |  | П'єр Моруа, Лілль Глядачів: 24,092 Судді: Христос Христодулу (Греція), Роберт Лоттермозер (Німеччина), Фернанду Роша (Португалія) |
| 20.09.2015 14:00 | Протокол | Рахунок за чвертями: 16–16, 21–16, 21–12, 23–24   |       |                                                      |  | П'єр Моруа, Лілль Глядачів: 24,092 Судді: Христос Христодулу (Греція), Роберт Лоттермозер (Німеччина), Фернанду Роша (Португалія) |
| 20.09.2015 14:00 | Протокол | Очки: Де Коло 20 Підб.: Гобер 14 РП: Боріс Діао 6 |       | Очки: Богданович 14 Підб.: Радулица 8 РП: Радулица 4 |  | П'єр Моруа, Лілль Глядачів: 24,092 Судді: Христос Христодулу (Греція), Роберт Лоттермозер (Німеччина), Фернанду Роша (Португалія) |

### Фінал
| 20.09.2015 19:00 | Протокол | Іспанія                                                      | 80–63 | Литва                                                            |  | П'єр Моруа, Лілль Глядачів: 27,372 Судді: Луїджі Ламоніка (Італія), Ілія Белошевич (Сербія), Борис Рижик (Україна) |
| 20.09.2015 19:00 | Протокол | Рахунок за чвертями: 19-8, 22-25, 19–10, 20–20               |       |                                                                  |  | П'єр Моруа, Лілль Глядачів: 27,372 Судді: Луїджі Ламоніка (Італія), Ілія Белошевич (Сербія), Борис Рижик (Україна) |
| 20.09.2015 19:00 | Протокол | Очки: П. Газоль 25 Підб.: П. Газоль 12 РП: Серхіо Родрігес 6 |       | Очки: Калнієтіс, Сейбутіс 13 Підб.: Валанчюнас 9 РП: Калнієтіс 5 |  | П'єр Моруа, Лілль Глядачів: 27,372 Судді: Луїджі Ламоніка (Італія), Ілія Белошевич (Сербія), Борис Рижик (Україна) |

| Чемпіон Європи 2015 |
| ------------------- |
| Іспанія 3-й титул   |

## Загальний залік
| Місце | Команда              | Ігри |
| ----- | -------------------- | ---- |
| 1     | Іспанія              | 7–2  |
| 2     | Литва                | 7–2  |
| 3     | Франція              | 8–1  |
| 4     | Сербія               | 7–2  |
| 5     | Греція               | 7–1  |
| 6     | Італія               | 5–3  |
| 7     | Чехія                | 5–4  |
| 8     | Латвія               | 4–5  |
| 9     | Хорватія             | 3–3  |
| 9     | Ізраїль              | 3–3  |
| 9     | Польща               | 3–3  |
| 9     | Словенія             | 3–3  |
| 9     | Бельгія              | 3–3  |
| 9     | Туреччина            | 3–3  |
| 9     | Грузія               | 2–4  |
| 9     | Фінляндія            | 2–4  |
| 17    | Естонія              | 1–4  |
| 17    | Німеччина            | 1–4  |
| 17    | Північна Македонія   | 1–4  |
| 17    | Росія                | 1–4  |
| 17    | Боснія і Герцеговина | 1–4  |
| 17    | Україна              | 1–4  |
| 17    | Нідерланди           | 1–4  |
| 24    | Ісландія             | 0–5  |

## Символічна збірна турніру
- РЗ –  Серхіо Родрігес
- АЗ –  Нандо Де Коло
- ЛФ –  Йонас Мачюліс
- ВФ –  Йонас Валанчюнас
- Ц –  Пау Газоль (MVP)

## Статистика
| Гравець             | о/г  |
| ------------------- | ---- |
| Пау Газоль          | 25.6 |
| Денніс Шредер       | 21.0 |
| Ян Веселий          | 19.7 |
| Даніло Галлінарі    | 17.9 |
| Алессандро Джентіле | 16.8 |

| Гравець           | пб/г |
| ----------------- | ---- |
| Андрій Воронцевич | 9.2  |
| Ян Веселий        | 9.1  |
| Кирило Фесенко    | 8.8  |
| Пау Газоль        | 8.8  |
| Йонас Валанчюнас  | 8.4  |

| Гравець            | пер/г |
| ------------------ | ----- |
| Мантас Калнієтіс   | 7.8   |
| Томаш Саторанський | 7.3   |
| Мілош Теодосич     | 7.1   |
| Петтері Копонен    | 6.0   |
| Дмитро Хвостов     | 6.0   |
| Денніс Шредер      | 6.0   |

| Гравець          | б/г |
| ---------------- | --- |
| Пау Газоль       | 2.3 |
| Руді Гобер       | 2.0 |
| Д'ор Фішер       | 1.8 |
| Йонас Валанчюнас | 1.4 |
| Ерік Мерфі       | 1.3 |

| Гравець          | пх/г |
| ---------------- | ---- |
| Йонас Мачюліс    | 1.9  |
| Йогев Охайон     | 1.7  |
| Торніке Шенгелія | 1.7  |
| Алекс Ренфро     | 1.6  |
| Ніколя Батум     | 1.4  |
| Сергій Моня      | 1.4  |
| Джамар Вілсон    | 1.4  |